# جوليان لي كاردينال
جوليان لي كاردينال (بالفرنسية: Julien Le Cardinal)‏ هو لاعب كرة قدم فرنسي، ولد في 3 أغسطس 1997 في سانت بريوك في فرنسا.

## وصلات خارجية
- جوليان لي كاردينال على موقع قاعدة بيانات كرة القدم.إي يو (الإنجليزية)
- جوليان لي كاردينال على موقع Soccerway.com (الإنجليزية)
- جوليان لي كاردينال على موقع عالم كرة القدم.نت (الإنجليزية)